# Zakho
Zakho (kurdiska: زاخۆ, Zaxo; arabiska: Zākhū, زاخو) är en kurdisk stad i norra Irak, några kilometer från den irakisk-turkiska gränsen. Staden Zakho är huvudort i distriktet med samma namn i nordvästra delen av Dahuk-provinsen och har 95 052 invånare.. Vissa källor menar att staden ursprungligen uppstod då en liten ö i floden Khabur bebyggdes. Genom staden flyter även vattendragen Zeriza, Seerkotik och Lilla Khabur.
Ett känt landmärke är Pira Delal, en bro som korsar Khabur och som under många år var en viktig väg över floden för forntida handelsmän från Mesopotamien som sökte sig till turkiska områden och vidare till Asien för affärsmässiga kontakter.

## Idrott
Zakho FC är en idrottsförening i Irakiska Kurdistan, som grundades 1987. Klubben spelar i Irakiska Premier League, där endast Iraks 16 bästa fotbollsklubbar spelar. Zakho FC har en egen fotbollsstadion med plats för 20 000 åskådare.

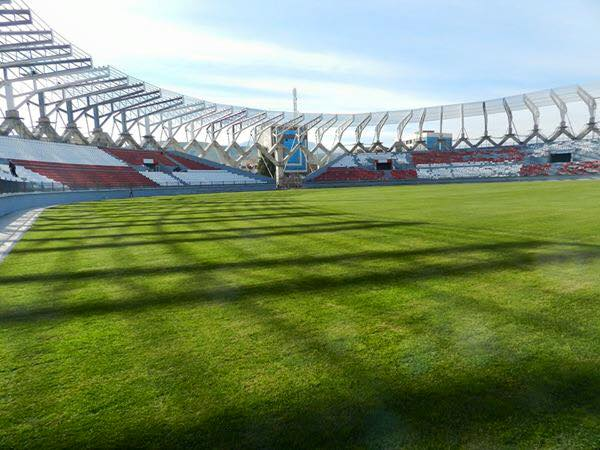
Fotbollsstadion i Zakho.

Zakho SC är en basketbollklubb i Zakho. År 2011 vann Zakho SC Kurdistans Supercup i basketboll när de slog Duhok SC i finalen i Erbil.

## Personer från Zakho
- Louis Raphaël I Sako
- Yona Sabar